# Scaphidium holzschuhi
Espèce
Scaphidium holzschuhi est une espèce de coléoptères de la famille des Staphylinidae et de la sous-famille des Scaphidiinae.

## Répartition et habitat
Cette espèce est décrite du Népal.